# 24 uur van Daytona 1998
De 24 uur van Daytona 1998 was de 36e editie van deze endurancerace. De race werd verreden op 31 januari en 1 februari 1998 op de Daytona International Speedway nabij Daytona Beach, Florida.
De race werd gewonnen door de Doran/Moretti Racing #30 van Gianpiero Moretti, Arie Luyendyk, Mauro Baldi en Didier Theys, die allemaal hun eerste Daytona-zege behaalden. De GT1-klasse werd gewonnen door de Rohr Motorsport #01 van Allan McNish, Danny Sullivan, Jörg Müller Müller, Uwe Alzen en Dirk Müller. De GT2-klasse werd gewonnen door de Konrad Motorsport #97 van Toni Seiler, Wido Rössler, Peter Kitchak, Angelo Zadra en Franz Konrad. De GT3-klasse werd gewonnen door de Prototype Technology Group, Inc. #10 van Bill Auberlen, Marc Duez, Boris Said en Peter Cunningham.

## Race
Winnaars in hun klasse zijn vetgedrukt.
| Pos. | Klasse | No. | Team                                    | Coureurs                                                                    | Chassis                  | Banden | Ronden |
| ---- | ------ | --- | --------------------------------------- | --------------------------------------------------------------------------- | ------------------------ | ------ | ------ |
| 1    | CA     | 30  | Doran/Moretti Racing                    | Gianpiero Moretti Arie Luyendyk Mauro Baldi Didier Theys                    | Ferrari 333 SP           | Y      | 711    |
| 2    | GT1    | 01  | Rohr Motorsport                         | Allan McNish Danny Sullivan Jörg Müller Uwe Alzen Dirk Müller               | Porsche 911 GT1 Evo      | M      | 703    |
| 3    | GT1    | 00  | Larbre Competition                      | Christophe Bouchut Patrice Goueslard Carl Rosenblad André Ahrlé             | Porsche 911 GT1          | M      | 667    |
| 4    | GT2    | 97  | Konrad Motorsport                       | Toni Seiler Wido Rössler Peter Kitchak Angelo Zadra Franz Konrad            | Porsche 911 GT2          | P      | 660    |
| 5    | GT2    | 04  | C. J. Motorsports                       | John Morton John Graham Patrick Huisman Duncan Huisman                      | Porsche 911 GT2          | ?      | 659    |
| 6    | GT3    | 10  | Prototype Technology Group, Inc.        | Bill Auberlen Marc Duez Boris Said Peter Cunningham                         | BMW M3 E36               | Y      | 657    |
| 7    | GT3    | 23  | Team Seattle/Alex Job Racing            | Mike Conte Bruno Lambert Nick Holt Darryl Havens                            | Porsche 993 Carrera RSR  | P      | 639    |
| 8    | CA     | 63  | Downing/Atlanta Racing                  | Yojiro Terada Howard Katz John O'Steen Jim Downing Franck Fréon             | Kudzu DLM-4              | G      | 636    |
| 9    | GT3    | 55  | AASCO Performance                       | Charles Slater Tim Ralston Tom Peterson Jorge Trejos                        | Porsche 911 Carrera RSR  | P      | 629    |
| 10   | GT3    | 73  | Jack Lewis Enterprises Ltd.             | Jack Lewis Tony Burgess Anthony Lazzaro Kurt Matthewson                     | Porsche 993 Carrera RSR  | G      | 626    |
| DNF  | GT1    | 4   | Tom Gloy Racing                         | Mike Borkowski Tony Kanaan Robbie Buhl                                      | Ford Mustang Cobra       | ?      | 624    |
| 12   | GT3    | 25  | RWS-Brun Motorsport                     | Hans-Jörg Hofer Luca Riccitelli Raffaele Sanguiolo Günther Blieninger       | Porsche 993 Cup          | ?      | 624    |
| 13   | GT3    | 77  | Grey Cliff Racing                       | John Drew David Friedman Beran Peter James Nelson Mark Greenburg            | Porsche 993 Carrera RSR  | ?      | 622    |
| 14   | GT2    | 81  | Chamberlain Engineering                 | Chris Gleason Ray Lintott Matt Turner Ashley Ward                           | Chrysler Viper GTS-R     | G      | 619    |
| DNF  | CA     | 16  | Dyson Racing                            | James Weaver Rob Dyson Dorsey Schroeder Elliott Forbes-Robinson             | Riley & Scott Mk. III    | G      | 616    |
| 16   | GT3    | 7   | Prototype Technology Group, Inc.        | Ross Bentley Les Delano Andy Petery Derek Hill                              | BMW M3 E36               | Y      | 616    |
| DNF  | CA     | 20  | Dyson Racing                            | Butch Leitzinger John Paul jr. Perry McCarthy Rob Dyson                     | Riley & Scott Mk. III    | G      | 615    |
| 18   | GT3    | 07  | G&W Motorsports                         | Price Cobb Danny Marshall Peter Chambers Ulrich Gallade Martyn Konig        | Porsche 993              | ?      | 615    |
| DNF  | GT1    | 38  | Champion Motors                         | Thierry Boutsen Andy Pilgrim Ralf Kelleners                                 | Porsche 911 GT1 Evo      | P      | 614    |
| DNF  | CA     | 3   | Scandia Engineering                     | Yannick Dalmas Bob Wollek Max Papis Ron Fellows                             | Ferrari 333 SP           | G      | 610    |
| 21   | GT2    | 21  | Dener Motorsport Stuttgart Sportscar    | André Lara-Resende Régis Schuch Flávio Trindale Maurizio Sandro Sala        | Porsche 911 GT2          | P      | 604    |
| 22   | CA     | 62  | Downing/Atlanta Racing                  | John Mirro Ralph Thomas Douglas Campbell Dennis Spencer Rich Grupp          | Kudzu DLM                | G      | 591    |
| 23   | GT3    | 67  | The Racer's Group                       | Chris Ronson Brian Pelke Steve Pelke Bruce Busby                            | Porsche 911 Carrera RSR  | G      | 567    |
| 24   | GT3    | 09  | Spirit of Daytona Racing                | Craig Conway Eric van Cleef Todd Flis                                       | Mitsubishi Eclipse GSX   | T      | 563    |
| DNF  | CA     | 95  | TRV Motorsport                          | Jeret Schroeder Tom Volk Lyn St. James Pete Halsmer                         | Kudzu DL-4               | G      | 557    |
| DNF  | CA     | 39  | Colucci/Matthews Racing                 | David Murry Hurley Haywood Derek Bell Jim Matthews                          | Riley & Scott Mk. III    | P      | 550    |
| 27   | GT1    | 29  | Overbagh Motor Racing                   | Fabio Rosa Giovanni Vigano Gabrio Rosa Pierangelo Masselli C. J. Johnson    | Chevrolet Camaro         | G      | 547    |
| 28   | GT2    | 71  | Pettit Racing                           | Cameron Worth Nick Vitucci Bill Lester Scott Sansone Brian Richards         | Mazda RX-7 Turbo         | H      | 539    |
| 29   | GT2    | 69  | Proton Competition                      | Denis Lay Gerd Ruch Will Langhorne Gerold Ried                              | Porsche 911 GT2          | ?      | 498    |
| DNF  | CA     | 8   | Transatlantic Racing/Support Net Racing | Johnny O'Connell Henry Camferdam Scott Schubot                              | Riley & Scott Mk. III    | D      | 497    |
| 31   | GT1    | 40  | Rankin Racing, Inc.                     | David Rankin Hank Scott Eric Jensen Toto Lassally Nort Northam              | Chevrolet Camaro         | G      | 494    |
| DNF  | GT1    | 99  | Panoz-Visteon Racing                    | Éric Bernard David Brabham Jamie Davies                                     | Panoz GTR-1              | M      | 472    |
| DNF  | GT3    | 54  | Bell Motorsports                        | Stu Hayner Henry Taleb Scott Neuman Terry Borcheller                        | BMW M3 E36               | Y      | 455    |
| 34   | GT3    | 24  | Team Seattle/Alex Job Racing            | Don Kitch jr. Byron Sanborn Angelo Cilli Kim Wolfkill                       | Porsche 911 Carrera RSR  | P      | 448    |
| 35   | GT1    | 56  | Team Argentina                          | Gaston Aguirre Francisco Castillo Horacio Paolucci Facundo Gilbicella       | Oldsmobile Cutlass       | ?      | 445    |
| 36   | GT1    | 87  | John Annis Racing                       | John Annis Lee Hill Bill Ladoniczki Steve Ladoniczki Randy Pobst            | Chevrolet Camaro         | ?      | 438    |
| 37   | GT1    | 35  | McDill Racing                           | Stefano Bucci Mauro Casadei Francesco Ciani Andrea Garbagnati               | Chevrolet Camaro         | Y      | 437    |
| DNF  | GT1    | 0   | Multimatic Motorsports                  | Scott Maxwell Jason Priestley David Empringham                              | Ford Mustang Cobra       | D      | 435    |
| DNF  | GT1    | 5   | Panoz-Visteon Racing                    | Andy Wallace Scott Pruett Raul Boesel Doc Bundy                             | Panoz GTR-1              | M      | 433    |
| DNF  | CA     | 28  | Intersport Racing                       | Jon Field Rick Sutherland Butch Brickell Enrico Bertaggia Alex Padilla      | Riley & Scott Mk. III    | G      | 432    |
| 41   | CA     | 51  | Fantasy Junction-Coys Racing            | Bruce Trenery Spencer Trenery Grahame Bryant Steve Pfeifer Kent Painter     | Cannibal                 | ?      | 414    |
| 42   | GT1    | 89  | Maugeri Motorsports                     | Richard Maugeri Anthony Puleo Sim Penton Daniel Urrutia                     | Chevrolet Camaro         | G      | 385    |
| DNF  | GT3    | 96  | Olive Garden Racing                     | Ronald Zitza Kevin Wheeler Mike Davies                                      | Porsche 993              | P      | 381    |
| DNF  | CA     | 88  | Dollahite Racing                        | Anthony Lazzaro Bill Dollahite Paul Dallenbach                              | Spice BDG-02             | P      | 371    |
| DNF  | CA     | 59  | Intersport Racing                       | Simon Gregg Oliver Kuttner Joaquin DeSoto Tim Holt                          | Spice SC95               | G      | 344    |
| DNF  | GT3    | 52  | Team Protosport GT                      | Dave Russell William Stitt Mark Hillstead Paul Arnold Neil Crilly           | Porsche 911 Carrera RSR  | Y      | 342    |
| DNF  | GT3    | 41  | Technodyne                              | Cort Wagner Chris Cervelli Marc Basseng Kelly Collins                       | Porsche 993 Carrera RSR  | P      | 335    |
| DNF  | CA     | 36  | Colucci/Matthews Racing                 | Eliseo Salazar Jim Pace Barry Waddell                                       | Riley & Scott Mk. III    | P      | 300    |
| 49   | GT3    | 33  | Phoenix American Motorsport             | Mike Weinberg Jim Michaelian Bob Rockwood Steve McNeely                     | Pontiac Firebird Formula | H      | 295    |
| 50   | CA     | 19  | Davin Racing                            | A. J. Smith Mark Montgomery Edd Davin                                       | Kudzu DLM                | G      | 287    |
| 51   | GT3    | 27  | Goldin Brother Racing                   | Steve Goldin John G. Thomas Todd Vallancourt Keith Goldin                   | Mazda RX-7               | H      | 277    |
| 52   | GT3    | 86  | G&W Motorsports                         | Brian Redman Steve Marshall Arthur Urciuoli Robert Amren Price Cobb         | Porsche 993 Carrera RSR  | ?      | 272    |
| DNF  | GT2    | 50  | Johnson Autosport Racing                | J. Robert Johnson Tom McGlynn James Oppenheimer George Balbach Erik Johnson | Porsche 911 Turbo        | D      | 248    |
| DNF  | GT2    | 98  | Konrad Motorsport                       | Larry Schumacher Robert Nearn Franz Konrad Nick Ham                         | Porsche 911 GT2          | P      | 245    |
| DNF  | CA     | 17  | Doyle-Risi Racing                       | Wayne Taylor Eric van de Poele Fermín Vélez                                 | Ferrari 333 SP           | P      | 225    |
| 56   | GT1    | 53  | Diablo Racing                           | Tom Scheuren Spencer Pumpelly Gerry Green Bobby Jones                       | Chevrolet Camaro         | G      | 195    |
| DNF  | GT3    | 57  | Kryderacing                             | Reed Kryder Steve Ahlgrim Dave Deen Frank Del Vecchio Ryan Hampton          | Nissan 240SX             | ?      | 191    |
| DNF  | GT1    | 74  | Robinson Racing                         | George Robinson Jack Baldwin Irv Hoerr Jon Gooding                          | Oldsmobile Aurora        | G      | 183    |
| DNF  | GT3    | 45  | GLPK Racing Leaders                     | Stéphane Cohen Paul Kumpen Marc Schoonbroodt Michael Funke                  | Porsche 911 GT2          | ?      | 182    |
| DNF  | GT2    | 90  | AD Sport                                | Kris Wauters Koen Wauters Franco La Rosa Bert Longin Albert Vanierschot     | Porsche 911 GT2          | G      | 173    |
| DNF  | GT1    | 2   | Mosler Automotive                       | Shane Lewis Vic Rice Brian Hornkohl Chris Neville                           | Mosler Raptor            | ?      | 169    |
| DNF  | GT3    | 37  | GTR Motorsports                         | Dave White Jim Loftis Bob Strange Richard Howe                              | Porsche 968 GTR          | D      | 154    |
| DNF  | GT3    | 76  | Team A.R.E.                             | Mike Doolin Scott Peeler John Ruther Martin Snow                            | Porsche 993 Carrera RSR  | Y      | 154    |
| DNF  | GT3    | 68  | The Racer's Group                       | Kevin Buckler Philip Collin Eric Bretzel Duncan Dayton                      | Porsche 993 Carrera RSR  | G      | 142    |
| DNF  | GT3    | 75  | On the Edge Racing                      | Max Schmidt Chris Bingham Nigel Smith Scott Harrington                      | Porsche 993 Carrera RSR  | ?      | 115    |
| DNF  | GT2    | 58  | Broadfoot Racing                        | Pascal Dro Martin Shuster Phillipe Lenain                                   | Porsche 944 Turbo        | G      | 114    |
| DNF  | GT3    | 6   | Prototype Technology Group, Inc.        | Mark Simo Dieter Quester Peter Cunningham                                   | BMW M3 E36               | Y      | 87     |
| DNF  | GT2    | 05  | Prova Motorsports                       | Cor Euser Masamitsu Ishihara Katsunori Iketani                              | Porsche 911 GT2          | D      | 79     |
| DNF  | CA     | 60  | Kopf Precision Race Products            | Shane Donley Kris Wilson Tim Moser                                          | Keiler KII               | D      | 50     |
| DNF  | GT1    | 46  | Newcastle United Storm Racing           | Julian Bailey Tiff Needell Craig Baird Richard Dean                         | Lister Storm GTL         | M      | 45     |
| DNF  | GT1    | 72  | Banks Motorsport                        | Tim Banks Todd Sprinkle Kerry Hitt                                          | Chevrolet Corvette       | ?      | 38     |
| DNF  | GT3    | 32  | Phoenix American Motorsport             | John Heinricy Stu Hayner Scott Harrington Don Knowles                       | Pontiac Firebird Formula | ?      | 9      |
| DNF  | GT3    | 44  | GLPK Racing Leaders                     | Harald Grohs Hans Willems Vincent Dupont Alfons Taels                       | Porsche 911              | P      | 8      |
| DNF  | CA     | 11  | Genesis Racing National Paintball       | Rick Fairbanks Michael DeFontes Chuck Goldsborough Dan Lewis Mark Newhaus   | Hawk MD3R                | ?      | 5      |
| DNS  | GT2    | 65  | Saleen/Allen RRR Speedlab               | Steve Saleen Ron Johnson Will Hoy                                           | Saleen S281              | ?      | 0      |
| DNS  | GT2    | 15  | Kevin Jeannette                         | Jay Cochran Michel Aouate                                                   | Porsche 993              | ?      | 0      |

1962 · 1963 · 1964 · 1965 · 1966 · 1967 · 1968 · 1969 · 1970 · 1971 · 1972 · 1973 · 1974 · 1975 · 1976 · 1977 · 1978 · 1979 · 1980 · 1981 · 1982 · 1983 · 1984 · 1985 · 1986 · 1987 · 1988 · 1989 · 1990 · 1991 · 1992 · 1993 · 1994 · 1995 · 1996 · 1997 · 1998 · 1999 · 2000 · 2001 · 2002 · 2003 · 2004 · 2005 · 2006 · 2007 · 2008 · 2009 · 2010 · 2011 · 2012 · 2013 · 2014 · 2015 · 2016 · 2017 · 2018 · 2019 · 2020 · 2021 · 2022 · 2023 · 2024 · 2025